# 鄭建穗
鄭建穗 (Stanley K. Cheng，1948年—)，香港出生，美亞廚具集團主席兼首席執行長。

## 簡歷
鄭建穗的父親鄭榮之，1947年離開中國大陸移居香港，於1951年創辦美亞製造廠有限公司，早期從事以鋁製品為主的加工業務，主要生產手電筒、煙灰缸、露營燈具及網球拍等金屬用品。1965年，鄭建穗畢業於香港培正中學，並到美國留學，於俄勒崗大學主修商業，其後轉到工程系就讀。1971年，鄭建穗返回香港，並接手其父的美亞製造廠業務。1972年於英國倫敦售賣第一批廚具，1976年，於英國利物浦及美國威斯康辛州設立市場銷售部。
1984年，鄭建穗研製推出以「高低坑紋」設計，使用特氟龍塗層的陽極氧化鋁不粘鍋具，取得專利並註冊Circulon (扭紋寶) 品牌。。

## Hestan酒莊
鄭建穗及其妻子Helen，1997年於加州納帕谷投資 1800 萬美元創辦 Hestan 酒莊。他購入一塊位於西南邊 80 英畝的葡萄園，種值傳統波爾多葡萄。Hestan 是夫妻二人的英文名字 Stanley 及 Helen 合成，而其中一款酒 Stephanie 則是二人女兒的名字。酒莊首批推出的2002年 Cabernet Sauvignon 紅酒，曾獲酒評家 Robert Parker 給予95分評價。
2011年1月，中國國家主席胡錦濤到美國訪問，美國總統奧巴馬為胡錦濤設下私人晚宴，選用來自 Hestan 酒莊的出品。

## 資料來源
1. ↑  集團簡介 的存檔，存档日期2012-06-02. 美亞廚具
2. ↑  1965 年級耀社 Archive.today的存檔，存档日期2012-09-18 培正同學總會
3. 1 2 3  香港移民鄭建穗 創美亞廚具王國 （页面存档备份，存于） 星島日報 (北美版)，2006年1月12日
4. ↑  .   [2012年3月6日]. （原始内容存档于2016年5月29日）.
5. ↑  私人晚宴美酒來自港人酒莊 （页面存档备份，存于） 蘋果日報，2011年1月20日